# Mattia De Sciglio
Mattia De Sciglio (Milão, 20 de outubro de 1992) é um futebolista italiano que atua como lateral direito. Atualmente está sem clube.

## Seleção Italiana
Estreou pela Seleção Italiana principal em 21 de março de 2013 em partida amistosa contra a Brasil.[carece de fontes?]

## Títulos
Milan
- Supercopa da Itália: 2011, 2016

Juventus
- Campeonato Italiano: 2017–18, 2018–19, 2019–20[2]
- Copa da Itália: 2017–18[carece de fontes?]
- Supercopa da Itália: 2018[carece de fontes?]